# Frans Suell

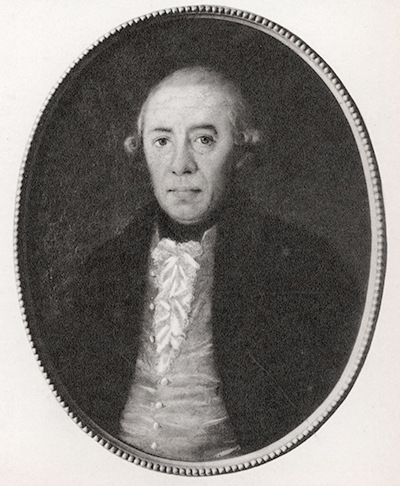
Frans Suell

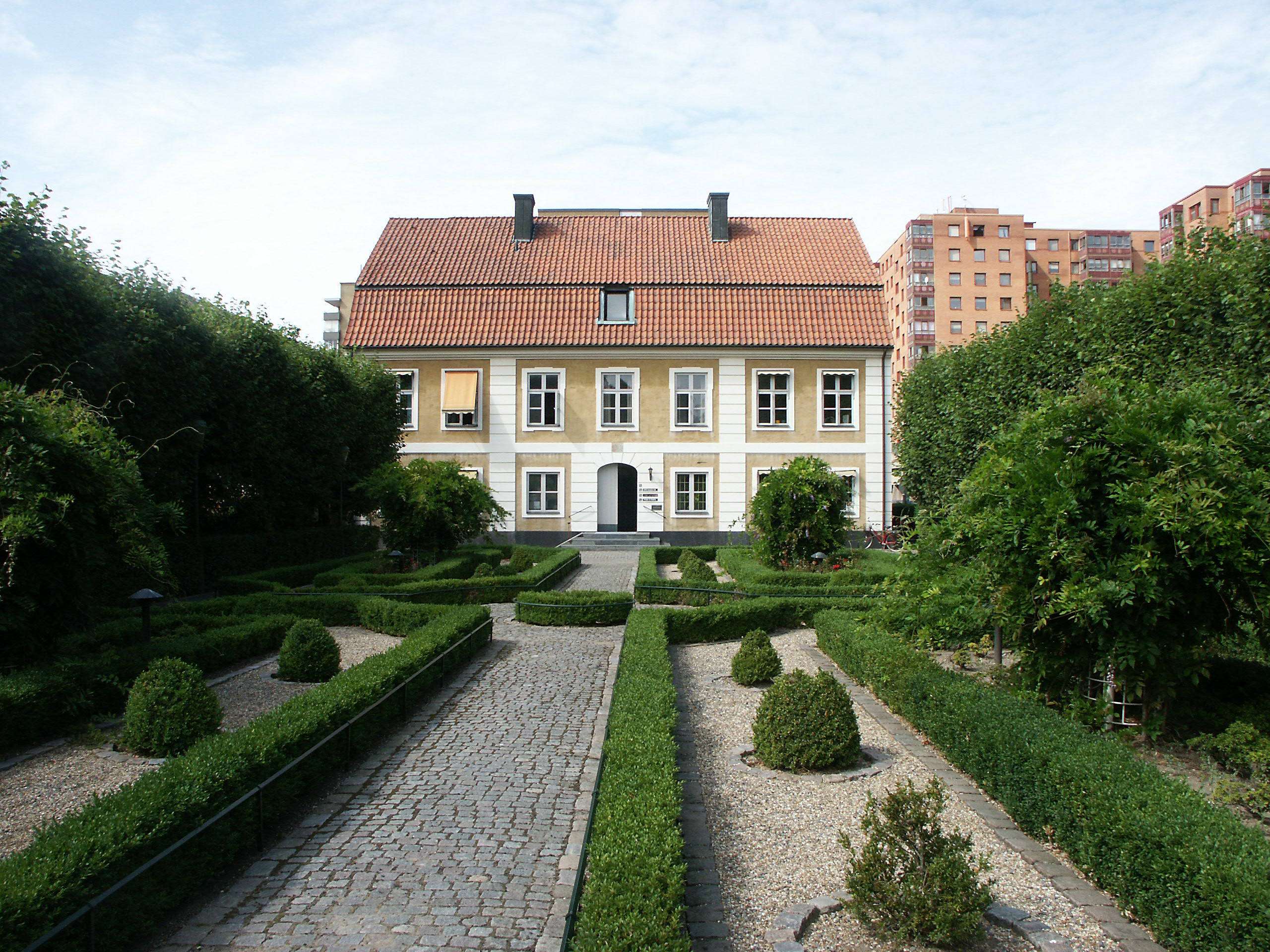
Möllevångsgården i Malmö.

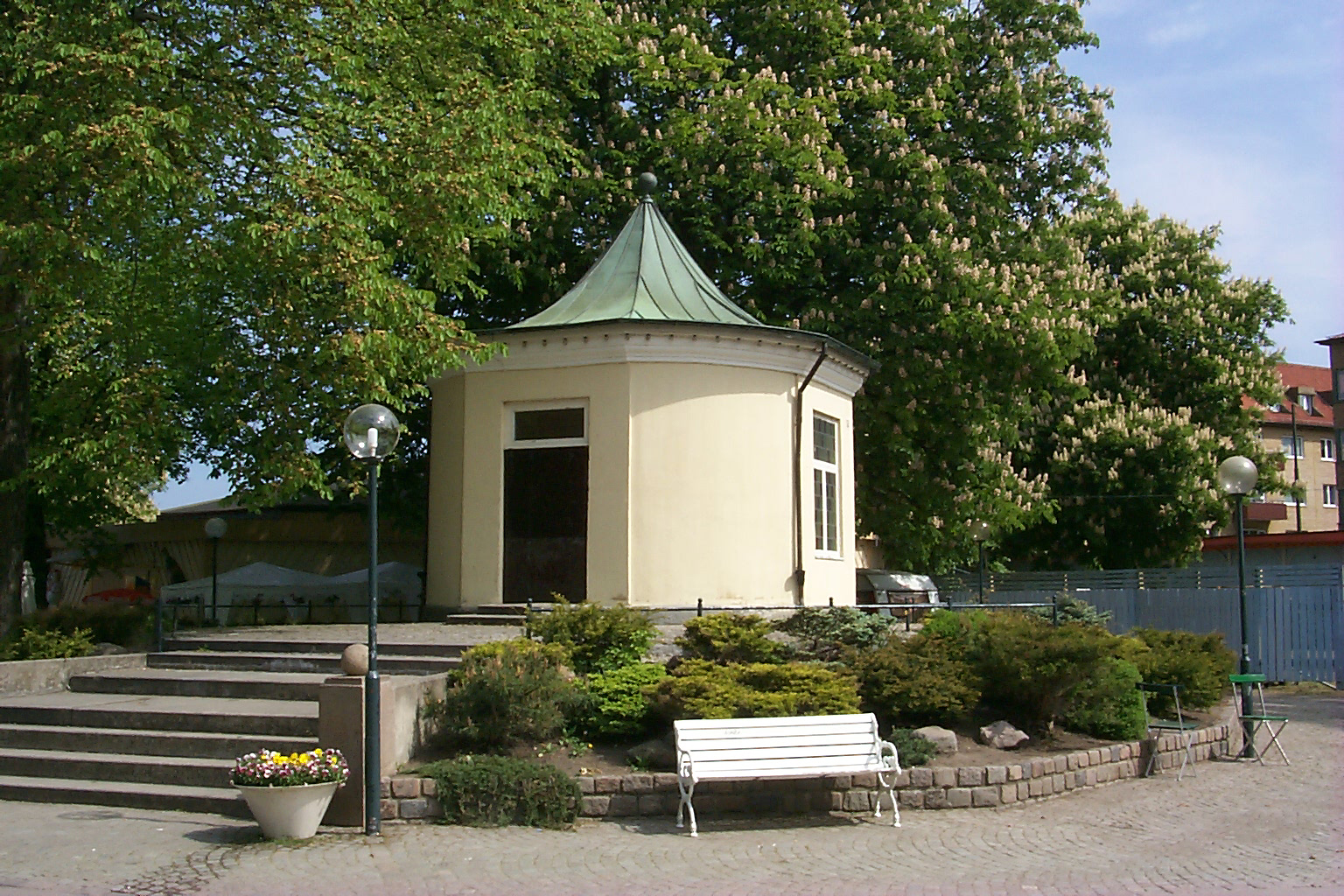
Frans Suells jaktpaviliong i Folkets Park i Malmö.

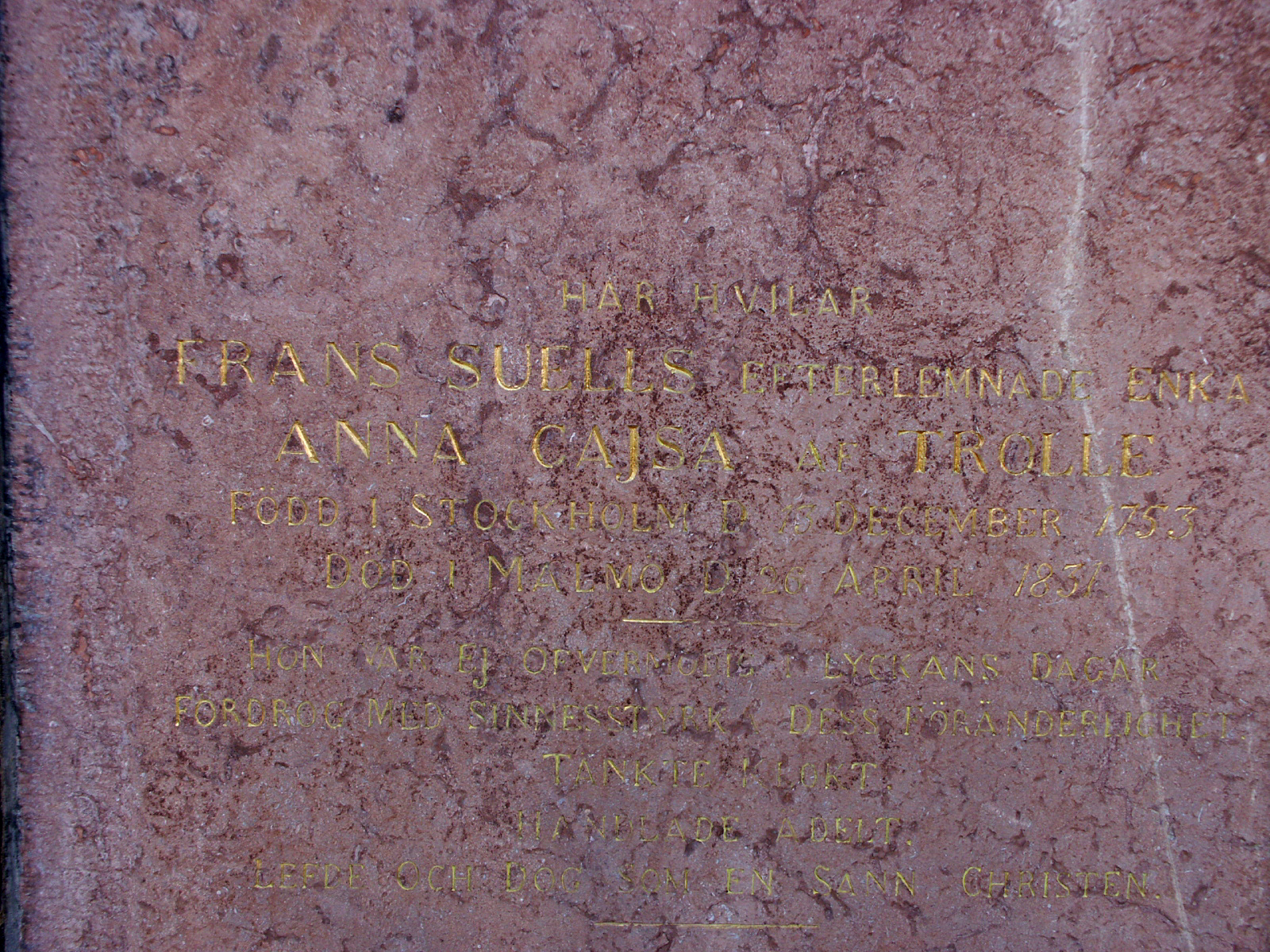
Anna Cajsa af Trolles gravsten i Caroli kyrka.

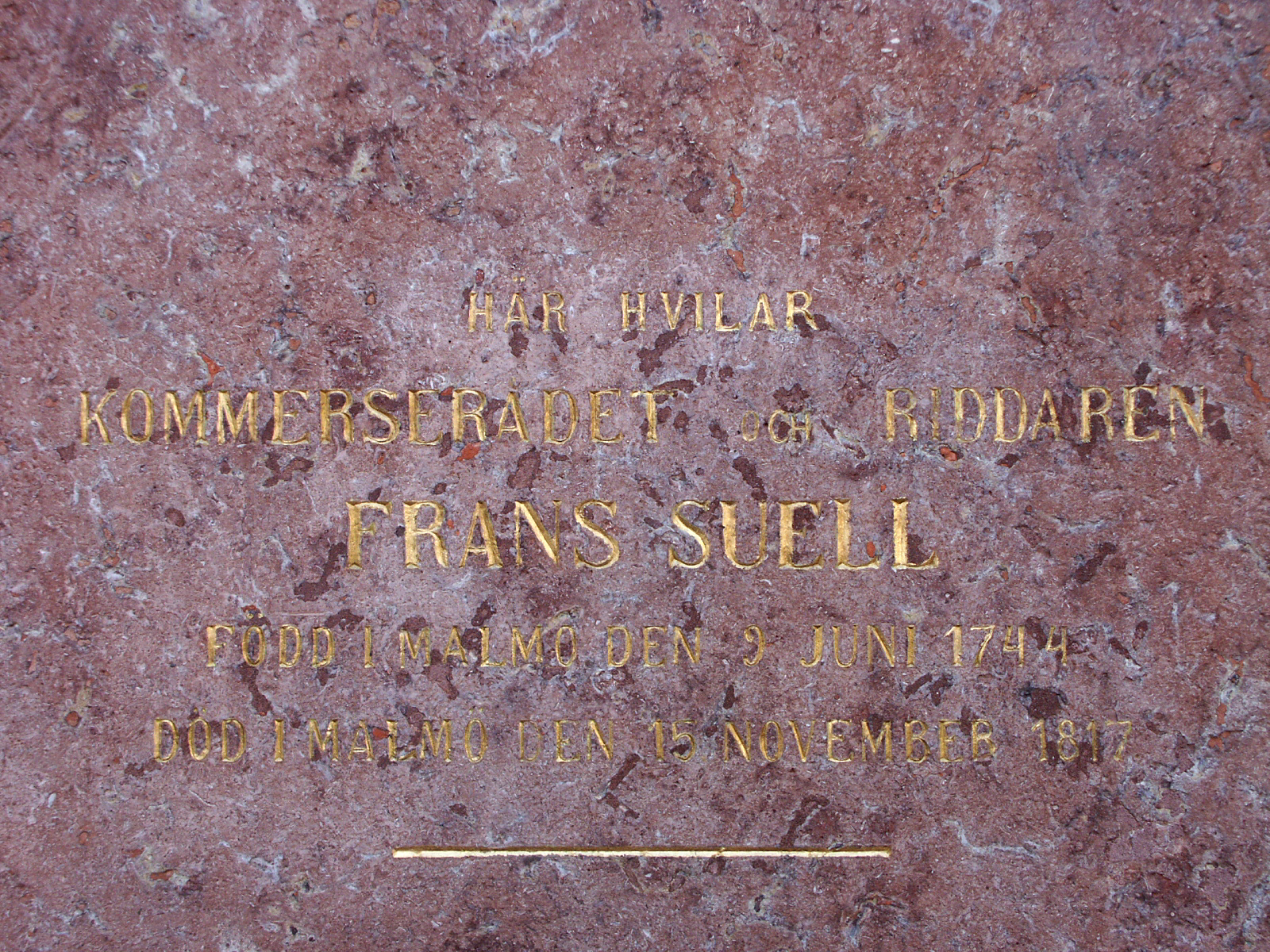
Frans Suells gravsten i Caroli kyrka.

Frans Suell född 9 juni 1744 i Malmö, död där 15 november 1817, var en svensk affärsman.

## Biografi
Han var sonson till Frans Suell den äldre, som var född i Holstein och fick burskap som handlande i Malmö 1714. Frans Suell började sin bana som biträde i faderns handelsbod men skrevs 1758 in vid Lunds universitet. Han blev inackorderad hos lektor Ifvar Kraak och studerade ett antal ämnen, bland annat matematik och mekanik. Efter endast två års studier vid universitetet sändes han på utlandsvistelse i olika stora handelshus. Här fann han många vänner som senare i livet skulle ha stor betydelse för hans affärsverksamhet. Den främste av dessa var Salomon Roosen, direktör för ett stort handelshus i Hamburg.
Frans Suells far dog 1760 och Henrik Falkman hade tagit över affärerna i Malmö. När Frans återkom till Malmö 1771 ingick han 1772 kompanjonskap med denne sin styvfar, tillika rådman i staden. Tillsammans drev de fram till 1793 firman Falkman & Suell. Sistnämnda år drog sig Falkman tillbaka och överlät hela affärsrörelsen på Suell.
Frans Suell hade dock under denna period även egen affärsverksamhet från det han vunnit burskap den 4 juni 1774. Häri ingick Limhamns kalkbruk som fadern en gång ägt. Samma år bildade han sockerraffinaderiet Patrioten som 1777 kunde starta sin verksamhet. Ett konkurrerande sockerbolag, Svanen, inköptes 1801 och fabrikerna sammanslogs. Detta bolag var ett av stadens mera vinstgivande företag. 
Vid hemkomsten 1771 hade Frans Suell inköpt den gamla gård i Malmö som en gång ägdes av borgmästaren Jörgen Kock. Hit förlade han sin affärsverksamhet samtidigt som han här fick en värdig bostad invid Stortorget mitt i staden. Tobaksfabriken som hans far ägt och som han nu ägde tillsammans med Falkman flyttades från sin gamla plats till denna stora gård. Genom att införa för den tiden moderna arbetsmetoder blev fabriken en av de främsta i sitt slag i Sverige. 
Falkman & Suell drev också en omfattande rederiverksamhet vilket var en fördel i den handel med mängder av varor man arbetade med. Bland annat fick man tobak till fabriken från Amerika via Roosen i Hamburg. Enligt en samtida berättelse blev det en gång fel på beställningen av tobak. Skrivaren råkade sätta en nolla för mycket på den redan stora beställningen. När väl den väldiga mängden tobak var levererad började 1776 det Nordamerikanska frihetskriget och alla hamnar stängdes mot Europa. Tobakpriset sköt i höjden och Suell kunde inhämta en ofantlig vinst.
1775 inledde Frans Suell byggandet av det som skulle bli Malmös första hamnanläggning. Tidigare hade skeppen fått ankra långt ute på redden och varorna pråmades in till land. Avundsjuka och misstänksamhet präglade emellertid situationen hos stadens styrande men med stor diplomati och övertalningskonst lyckades Suell förverkliga sitt förslag.
1797 inköpte handelsmannen från Malmö Ryds järnbruk i Småland, senare kallat Delary järnbruk. Malm lät han bryta vid Tabergsgruvan. Efter att ha fått det ruinerade bruket på fötter såldes detta 1805. 1803 var han en av de ledande gestalterna bakom bildandet av Malmös första bank, Malmö diskont. Endast efter en kort tid lämnade han dock styrelsen. Banken kom senare, 1817, att krascha vilket gav eko ända upp i riksdagen.  
1798 skapade Frans Suell klädesfabriken Concordia. Till fabriken, belägen vid Djäknegatan, inskaffades från England den tidens modernaste maskiner. Fabriken blev en succé men efter tio år brann den ner till grunden med alla maskiner vilket förskaffade aktieägarna stora förluster. 
Frans Suell var således en man med mångfacetterade intressen. Ett viktigt ämne för honom var att skapa bättre förutsättningar för lantbruket genom dess totala omorganisation. Vid slutet av 1700-talet var bondgårdarna samlade i bygator med åker och äng uppdelade i mängder med smålotter vilket gav dålig avkastning. Genom inköp av ett flertal gårdar i Hyllie kyrksocken söder om Malmö, sammanslog Frans Suell under 1790-talet dessa gårdars åkerlappar och gjorde större sammanhängande åkersystem för dessa. Han var således en av föregångsmännen bakom det så kallade Storskiftet. Till sig själv lät han uppföra storgården Annœtorp. För arbetare på gården och det närbelägna kalkbruket i Limhamn anlade han en hel by, Stormby, med torp ordnade i radhus. Här inrättade han också en skola för arbetarnas barn. 
1788 började Frans Suell att inköpa jord på den gamla Möllevången söder om staden. Här uppförde han Möllevångsgården, en präktig byggnad med ekonomilängor. Med hjälp av indelta soldater grävdes ett stort sankområde ut och här anlades en stor park med vattendammar. Gården blev hans familjs älskade sommarställe och parken uppläts också till allmänheten under söndagarna. I dag ingår parkanläggningen i Malmö Folkets Park.
Frans Suell blev 1801 ledamot av Kungliga Patriotiska sällskapet och han utsågs 1802 till kommerseråd. Senare blev han också riddare av Vasaorden. Trots detta var han till sitt sätt en mycket enkel man som alltid gick klädd i en helt grå dräkt. ”Den gråa mannen” var hans smeknamn i staden.  
Frans Suell dog 15 november 1817. Vid begravningen i Sankt Petri kyrka framförde Esaias Tegnér en av honom skriven hyllningsdikt till den döde varur följande är hämtat:
| ” | Tvivlar du på redlighet och ära - Tvivlet därpå dagens lösen är – - Stig till graven! Låt dess röst dig lära, Att de begge nyss ha funnits här. | „ |

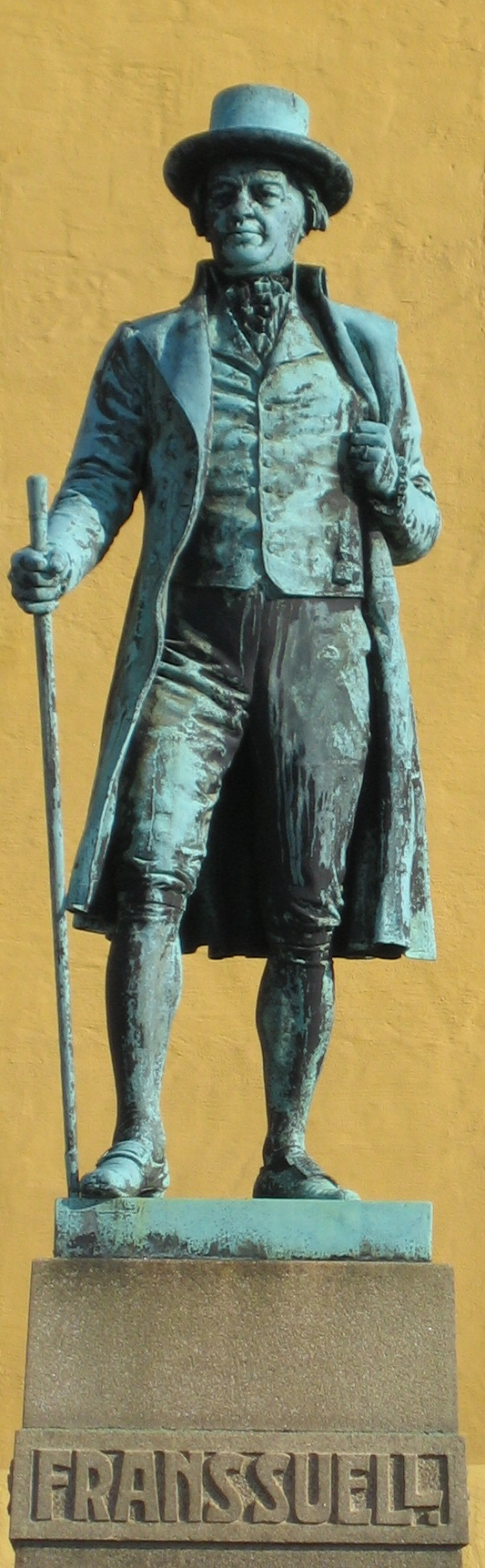
Staty av Frans Suell.

Frans Suell fick sin gravplats invid den gamla Tyska kyrkan i Malmö. När denna revs på 1870-talet skövlades gravarna på kyrkogården och skeletten såldes pietetslöst till benstampen i Malmö där de krossades till benmjöl att gödsla åkrarna med. Frans Suells och hustrun Anna Catharina (Cajsa) av Trolle gravstenar finns dock fortfarande bevarade, inmurade i den nuvarande Caroli kyrkas yttermur.
En staty av Frans Suell restes 1915 mitt emot den äldsta delen av hamnen. I Malmö har en gymnasieskola under en period haft sitt namn efter honom, Frans Suells Gymnasium, numera Värnhemsskolan.
I Sjöwall Wahlöös kriminalroman Polis, polis, potatismos! från 1970, inleds boken med ett mord på en känd affärsman. Detta äger rum på Hotell Savoy, där det nyss serverats en Fiskstuvning à la Frans Suell.
År 1992 etablerades en färjelinje, Euroway, mellan Lübeck och Malmö. En av färjorna döptes efter förslag från Sven Rosborn till M/S Frans Suell.